# Peering

Peering

Peering is het uitwisselen van internetverkeer tussen providers. Dit gebeurt meestal op plekken waar veel providers samenkomen, zoals op de AMS-IX in Amsterdam en BNIX in Brussel. Als er via een exchange verkeer wordt uitgewisseld, spreekt men van public peering. Grotere providers hebben vaak een onderlinge kabel tussen hun apparatuur; in dat geval spreekt men van private peering.
Het voordeel van peering is dat providers het verkeer dat bestemd is voor een collega-provider dichtbij, niet via een backbone- of transit-providers hoeven te sturen, maar via deze relatief goedkopere en vaak snellere route. Hiervoor kan door de betrokken partijen een peering-contract worden opgesteld, dat de overeenkomst vastlegt. Maar vaak wordt dit, veelal door kleinere providers, achterwege gelaten. Vrijwel elk (westers) land heeft een of meerdere publieke peering-punten. Ook Rotterdam, Den Haag, Groningen en Enschede hebben een peering-punt.
Deze (meestal kleinere) publieke peering-punten bieden lokale peering diensten via een eigen netwerk (waarbij het nodig is dat beide partijen die verkeer willen uitwisselen op hetzelfde netwerk zijn aangesloten) maar tegenwoordig is het vaak ook mogelijk om vanaf betreffende locatie te koppelen met een ander publiek peering-punt zoals de AMS-IX, NDIX, R-IX, GN-IX of NL-IX. Er zijn ook een aantal providers die peering-diensten aanbiedt vanuit hun eigen datacenter.
In het verlengde van de mogelijkheid om op afstand toegang te hebben tot het LAN van een (grote) peering locatie zijn er nog enkele initiatieven waarbij peering-diensten worden aangeboden zonder dat er een centraal peering-punt is: via VPN's over -bijvoorbeeld- een MPLS netwerk wordt het verkeer tussen partijen uitgewisseld die fysiek op grote afstand van elkaar gevestigd zijn, zelfs internationaal.
zie ook: AMS-IX, NL-IX en NDIX